# Paola Mauriello
Paola Mauriello (Benevento, 27 marzo 1981 – Pescara, 10 agosto 2025) è stata una cestista e allenatrice di pallacanestro italiana, guardia di 184 cm.
Ha vestito la maglia della Nazionale italiana e sei squadre in Serie A1, vincendo anche uno scudetto con Napoli. È stata consigliere regionale FIP Abruzzo dal 2024.

## Carriera

### Club
Inizia a giocare a pallacanestro all'età di 11 anni con la Family 93 di Caserta, continua le giovanili alla Partenio Avellino dove permane dal 1994 al 1999, giocando anche in Serie A2.
Nella stagione 1999-2000 passa alla De Gasperi Termini Imerese, dopo una parentesi in prestito al Basket Alcamo in A2, rientra a Termini Imerese e ottiene la promozione in Serie A1. Dopo 3 stagioni in massima serie, il titolo sportivo della squadra passa a Ribera, dove prende il nome di Ares Ribera.
Nell'Ares, che al secondo anno di A1 diventa Pallacanestro Ribera, disputa due stagioni, con una salvezza nella poule salvezza nella prima e un 11º posto e 5 presenze in FIBA Cup nella seconda.
Dalla  stagione 2005-06 passa al Napoli Basket Vomero dove vince uno scudetto, una Supercoppa italiana e gioca in EuroLeague Women.
Dalla  stagione 2010-11 passa al Basket Parma, dove colleziona 25 presenze.
Nella  stagione 2011-12 si accasa al Club Atletico Faenza Pallacanestro.
Nella stagione 2012-13 con la Passalacqua Ragusa ha ottenuto la promozione in Serie A1 ed è arrivata in finale della Coppa Italia di categoria. È stata confermata e scelta come capitano, ma a novembre 2013 si è infortunata al menisco ed è stata sostituita da Abiola Wabara.

### Nazionale
Nel 1997 partecipa ai Campionati Europei Juniores che si disputano Sopron in Ungheria.
Nel 2002 esordisce nella Nazionale di pallacanestro femminile dell'Italia di Aldo Corno.
Nel 2009 vince la medaglia d'oro ai Giochi del Mediterraneo di Pescara.

### Dirigente
Nel 2024 è eletta consigliere regionale FIP Abruzzo. 

## Statistiche

### Presenze e punti nei club
Statistiche aggiornate al 30 giugno 2014
| Stagione        | Squadra                    | Competizione | Partite | Partite | Partite | Statistiche tiro | Statistiche tiro | Statistiche tiro | Altre statistiche | Altre statistiche | Altre statistiche | Altre statistiche | Altre statistiche |
| Stagione        | Squadra                    | Competizione | Pres.   | Titol.  | Minuti  | Tiri da 2        | Tiri da 3        | Liberi           | Rimb.             | Assist            | Rubate            | Stopp.            | Punti             |
| --------------- | -------------------------- | ------------ | ------- | ------- | ------- | ---------------- | ---------------- | ---------------- | ----------------- | ----------------- | ----------------- | ----------------- | ----------------- |
| 2000-2001       | Vini Corvo Termini Imerese | Serie A1     | 29      |         | 934     | 83/181           | 46/130           | 51/68            | 70                | 20                | 54                |                   | 355               |
| '01-nov. '02    | Libertas Termini           | Serie A1     | 7       |         | 264     | 28/65            | 4/14             | 7/14             | 26                | 1                 | 11                |                   | 75                |
| 2002-2003       | Libertas Termini           | Serie A1     | 26      |         | 926     | 162/293          | 25/77            | 83/118           | 107               | 2                 | 56                |                   | 482               |
| 2003-2004       | Ares Ribera                | Serie A1     | 30      |         | 912     | 114/217          | 32/106           | 77/93            | 114               | 23                | 53                | 6                 | 414               |
| 2004-2005       | Banco Sicilia Ribera       | Serie A1     | 29      |         | 803     | 56/146           | 29/80            | 48/73            | 87                | 22                | 41                | 0                 | 262               |
| 2005-2006       | Phard Napoli               | Serie A1     | 32      | 21      | 671     | 69/149           | 19/76            | 25/35            | 68                | 33                | 59                | 2                 | 220               |
| 2006-2007       | Phard Napoli               | Serie A1     | 41      | 34      | 837     | 58/119           | 28/93            | 27/48            | 73                | 47                | 83                | 4                 | 227               |
| 2007-2008       | Phard Napoli               | Serie A1     | 35      | 3       | 511     | 20/52            | 28/80            | 14/22            | 50                | 21                | 39                | 2                 | 138               |
| 2008-2009       | Napoli Basket Vomero       | Serie A1     | 26      | 21      | 617     | 41/63            | 22/79            | 24/29            | 47                | 8                 | 67                | 3                 | 216               |
| 2009-2010       | Napoli Basket Vomero       | Serie A1     | 27      | 19      | 729     | 70/129           | 23/68            | 48/65            | 73                | 10                | 61                | 0                 | 257               |
| 2010-2011       | Lavezzini Parma            | Serie A1     | 25      | 13      | 619     | 53/119           | 14/65            | 35/48            | 67                | 16                | 41                | 0                 | 183               |
| 2011-2012       | Roberta Faenza             | Serie A1     | 26      | 26      | 840     | 92/213           | 24/66            | 26/39            | 75                | 23                | 36                | 2                 | 282               |
| 2012-2013       | Passalacqua Ragusa         | Serie A2     | 26      | 26      | 705     | 110/249          | 36/93            | 39/54            | 101               | 22                | 39                | 3                 | 367               |
| 2013-2014       | Passalacqua Ragusa         | Serie A1     | 8       | 0       | 51      | 3/7              | 1/5              | 5/5              | 0                 | 0                 | 0                 | 0                 | 14                |
| Totale carriera |                            |              |         |         |         |                  |                  |                  |                   |                   |                   |                   |                   |

### Cronologia presenze e punti in Nazionale
| Cronologia completa delle presenze e dei punti in Nazionale - Italia | Cronologia completa delle presenze e dei punti in Nazionale - Italia | Cronologia completa delle presenze e dei punti in Nazionale - Italia | Cronologia completa delle presenze e dei punti in Nazionale - Italia | Cronologia completa delle presenze e dei punti in Nazionale - Italia | Cronologia completa delle presenze e dei punti in Nazionale - Italia | Cronologia completa delle presenze e dei punti in Nazionale - Italia | Cronologia completa delle presenze e dei punti in Nazionale - Italia |
| Data                                                                 | Città                                                                | In casa                                                              | Risultato                                                            | Ospiti                                                               | Competizione                                                         | Punti                                                                | Note                                                                 |
| -------------------------------------------------------------------- | -------------------------------------------------------------------- | -------------------------------------------------------------------- | -------------------------------------------------------------------- | -------------------------------------------------------------------- | -------------------------------------------------------------------- | -------------------------------------------------------------------- | -------------------------------------------------------------------- |
| 20/11/2002                                                           | Vilnius                                                              | Lituania                                                             | 75 - 96                                                              | Italia                                                               | Amichevole                                                           | 0                                                                    | [ 2 ]                                                                |
| 26/05/2009                                                           | Alba Adriatica                                                       | Italia                                                               | 60 - 64                                                              | Grecia                                                               | Amichevole                                                           | 3                                                                    | [ 20 ]                                                               |
| 28/05/2009                                                           | Porto San Giorgio                                                    | Italia                                                               | 68 - 55                                                              | Croazia                                                              | Amichevole                                                           | 2                                                                    | [ 21 ]                                                               |
| 30/05/2009                                                           | Porto San Giorgio                                                    | Italia                                                               | 63 - 67                                                              | Grecia                                                               | Amichevole                                                           | 7                                                                    | [ 22 ]                                                               |
| 28/06/2009                                                           | Ortona                                                               | Italia                                                               | 118 - 35                                                             | Albania                                                              | G. Mediterraneo 2009 - Fase a gironi                                 | 4                                                                    | [ 23 ]                                                               |
| 29/06/2009                                                           | Ortona                                                               | Italia                                                               | 71 - 89                                                              | Croazia                                                              | G. Mediterraneo 2009 - Fase a gironi                                 | 5                                                                    | [ 24 ]                                                               |
| 30/06/2009                                                           | Pescara                                                              | Italia                                                               | 63 - 60                                                              | Grecia                                                               | G. Mediterraneo 2009 - Semifinale                                    | 0                                                                    | [ 25 ]                                                               |
| 02/07/2009                                                           | Pescara                                                              | Italia                                                               | 70 - 54                                                              | Serbia                                                               | G. Mediterraneo 2009 - Finale                                        | 2                                                                    | [ 26 ]                                                               |
| Totale                                                               |                                                                      | Presenze                                                             | 8                                                                    |                                                                      | Punti                                                                | 23                                                                   |                                                                      |

## Palmarès
- Giochi del Mediterraneo: 1
Nazionale italiana: Italia 2009.
- Campionato italiano: 1
Napoli Basket Vomero: 2005-06
- Supercoppa italiana: 1
Napoli Basket Vomero: 2007
- Campionato italiano di Serie A2: 2
Libertas Termini: 1999-2000; V. Eirene Ragusa: 2012-13